# René-Émile Godfroy
René-Emile Godfroy (Parijs, 10 januari 1885 – Fréjus, 16 januari 1981) was een Franse admiraal.

## Biografie
Godfroy studeerde vanaf oktober 1901 aan de École navale en diende daarna op verschillende schepen en nam deel aan de expeditie van Charchot in 1908 naar de Zuidpool. Hij vocht mee tijdens de Eerste Wereldoorlog met de rang van lieutenant de vaisseau en promoveerde op 8 februari 1921 tot capitaine de corvette. Hij werd in 1936 bevorderd tot contre-amiral en in april 1940 werd hij benoemd tot commandant van de Force X in de Middellandse Zee. Op 19 juni 1940 werd hij bevorderd tot vice-amiral. 
In juni 1940 voerde Godfroy het bevel over de Franse marine-eenheid in Alexandrië waar hij met de Britse admiraal Andrew Cunningham onderhandelde over de vreedzame overdracht van de Franse oorlogsschepen.
Het Franse eskader bestond uit het slagschip Lorraine, vier kruisers (Duquesne, Tourville, Suffre en Duguay-Trouin), drie torpedojagers (Basque, Forbin, Fortuné) en een onderzeeër (Agro). De Fransen leegden hun benzinebunkers en verwijderden het vuurmechanisme van de kanonnen. Cunningham beloofde dat de bemanning gerepatrieerd zou worden. 
Admiraal Godfroy bleef tot 31 mei 1943 buiten de schijnwerpers en stelde zich toen beschikbaar aan de regering in Algiers, maar werd op 10 december 1943 door Gaullisten uit zijn functie ontheven en met pensioen gestuurd. Hij stierf in januari 1981 in Fréjus in Zuid-Frankrijk op 96-jarige leeftijd. 

## Onderscheidingen
- Grootofficier in het Legioen van Eer
- Orde van de Academische Palmen
- Ridder in de Maritieme Orde van Verdienste
- Herinneringsmedaille aan de Dardanellen
- Herinneringsmedaille aan Syrië en Cilicië
- Médaille de Serbie (Servië)
- Officier in de Leopoldsorde (België)
- Commandeur in de Orde van de Glorie (Tunesië)
- Commandeur in de Orde van Sharifian Alawaidis
- Grande médaille d’or de la Société centrale de sauvetage